# Näsesjön
Näsesjön är en sjö i Munkedals kommun i Dalsland och ingår i Örekilsälvens huvudavrinningsområde. Sjön är 9 meter djup, har en yta på 0,07 kvadratkilometer och befinner sig 120 meter över havet. Vid provfiske har abborre fångats i sjön.